# Lucy Ella Moten
Lucy Ella Moten (Virginia, c. 1851 - Nueva York 24 de agosto de 1933) fue una educadora y médica estadounidense. Directora de la Miner School (Universidad del Distrito de Columbia entre 1883 y 1920), fue responsable de la formación de muchos de los profesores de las escuelas afroamericanas de Washington D. C. durante ese período.

## Biografía
Nació como mujer libre en el condado de Fauquier, Virginia. Su madre, Julija (Withers) Moten, y su padre, Benjamin Moten, eran afroamericanos libres. Su familia se mudó a Washington para que continuara sus estudios en escuelas públicas y privadas abiertas a los afroamericanos en Washington.  Las escuelas públicas de Washington permanecieron segregadas hasta 1954.

## Educación
Asistió a la Universidad Howard durante dos años y luego se matriculó en la Escuela Normal Estatal de Salem, Massachusetts, de la cual se graduó en 1875. En 1883 se graduó en el Spencerian Business College. Recibió el título de médico en la Facultad de Medicina de la Universidad Howard en 1897. Estudió  a nivel de posgrado Educación en la Universidad de Nueva York. 

## Carrera
Regresó a enseñar en las escuelas públicas para afroamericanos de Washington, incluida la Escuela O Street. En 1883, el líder afroamericano Frederick Douglass la recomendó para el puesto de directora de la Miner Normal School, que formaba a profesores afroamericanos. Mientras dirigía la Escuela de Mineros, decidió inscribirse en la Facultad de Medicina de la Universidad Howard para poder cuidar mejor la salud de sus estudiantes y crear un nuevo curso sobre higiene. Durante las vacaciones de verano, a menudo impartía clases para otros educadores en el sur de Estados Unidos. 
Se retiró en 1920 y se mudó a la ciudad de Nueva York, donde murió después de ser atropellada por un taxista en 1933. La escuela primaria Moten en Washington D. C., lleva su nombre. 